# Porto Ferreira
Porto Ferreira ist eine Stadt im brasilianischen Bundesstaat São Paulo.

## Geographie

### Distrikte
Die Gemeinde ist nicht in Distrikte unterteilt, es gibt nur den Hauptdistrikte.

## Geschichte
Die Gemeinde wurde 1896 durch Landesgesetz gegründet.

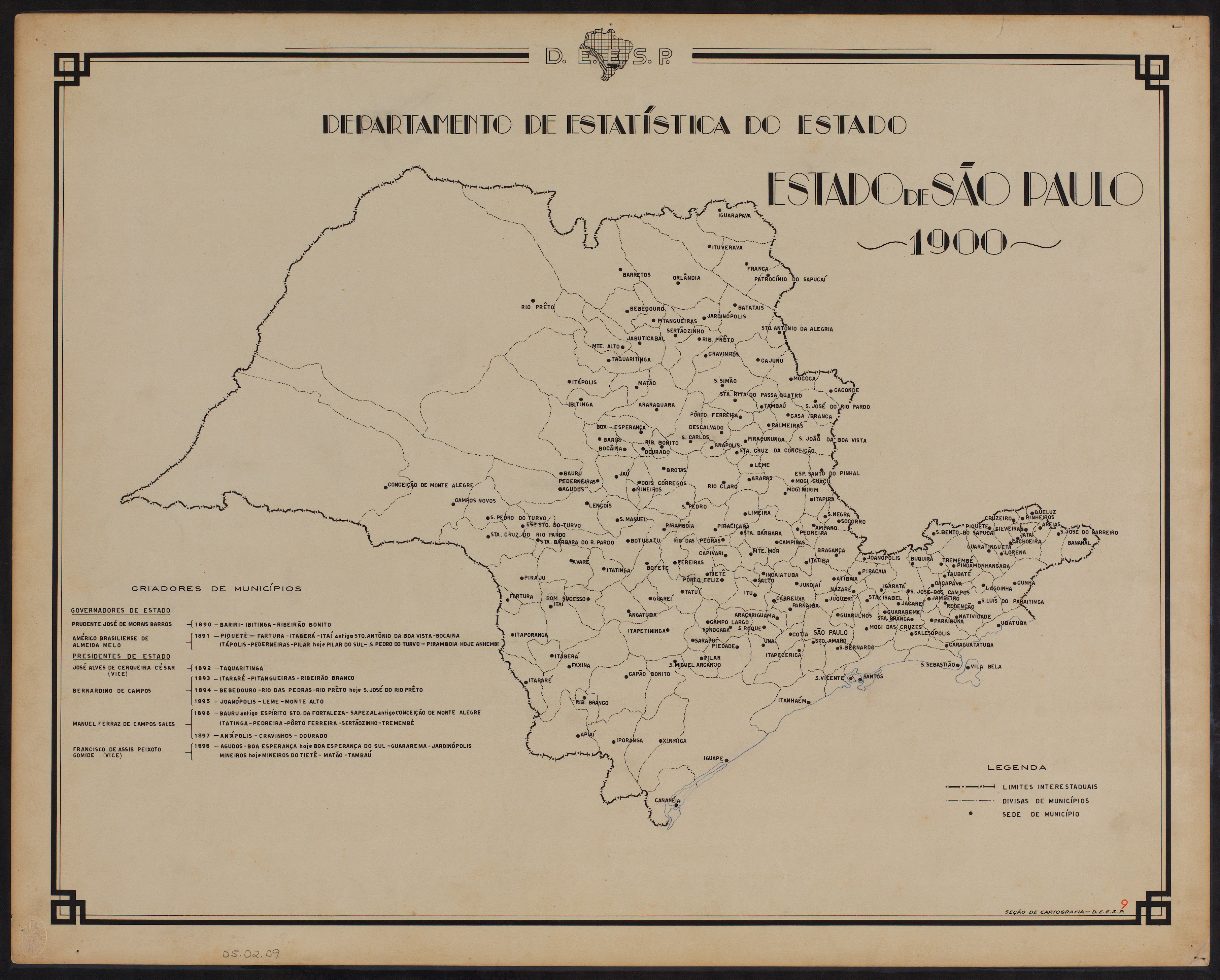
Karte des Bundesstaates São Paulo (1900).

## Bevölkerung
| Bevölkerungsentwicklung | Bevölkerungsentwicklung |
| Jahr                    | Bevölkerung             |
| ----------------------- | ----------------------- |
| 1920                    | 5.521                   |
| 1940                    | 5.877                   |
| 1950                    | 7.155                   |
| 1960                    | 13.375                  |
| 1970                    | 19.216                  |
| 1980                    | 27.991                  |
| 1991                    | 38.492                  |
| 2000                    | 47.437                  |
| 2010                    | 51.400                  |
| 2022                    | 52.649                  |
| [ 5 ] [ 6 ] [ 7 ]       |                         |

## Religion
Das Christentum ist in der Stadt wie folgt vertreten:

### Römisch-katholische Kirche
Die katholische Kirche in der Gemeinde ist Teil der bistum Limeira.

### Protestantische Kirche
In der Stadt gibt es die unterschiedlichsten evangelischen Glaubensrichtungen, hauptsächlich Pfingstler, darunter die brasilianischen Assemblies of God, die Christliche Kongregationalistische Kirche in Brasilien, und andere.